# 洪有聲
洪有聲（1547年—？），字懋文，號穆庵，又號景坡，福建南安人，徙居晋江，明朝政治人物，進士出身。

## 生平
隆慶四年（1570年）庚午科福建鄉試第八十六名。萬曆二年（1574年）登進士第二甲第四十五名。授信阳州知州，后谪大同典史，转怀仁縣知縣，后升任蔚州知州、扬州府同知、南京工部郎中。

## 家族
曾祖父洪昕，曾任義官、祖父洪宙、父洪庭秀。母黃氏。具慶下。兄洪有復（貢士）。
有子洪啓初。